# Dustin Clausen
Dustin Clausen ist ein amerikanischer Mathematiker.
Clausen studierte an der Harvard University und wurde 2013 bei Jacob Lurie am Massachusetts Institute of Technology mit der Arbeit Arithmetic Duality in Algebraic K-Theory promoviert. Er war anschließend fünf Jahre als Postdoktorand an der Universität Kopenhagen und zwei Jahre in Bonn, zunächst als Postdoktorand an der Universität Bonn, dann als Leiter einer Forschungsgruppe am Max-Planck-Institut für Mathematik. Von 2020 bis 2023 war er als Associate Professor erneut an der Universität Kopenhagen. Seit 2023 ist er Professor am Institut des hautes études scientifiques.
Er arbeitet über algebraische K-Theorie und Beziehungen zwischen Zahlentheorie und Homotopietheorie. Mit Peter Scholze entwickelte er die verdichtete Mathematik, die topologische algebraische Strukturen handhabbarer machen soll.
Der Mathematiker John T. Tate (1925–2019) war sein Großvater.

## Schriften (Auswahl)
- mit A. Mathew, N. Naumann, J. Noel: Descent in algebraic K-theory and a conjecture of Ausoni-Rognes. J. Eur. Math. Soc. (JEMS) 22, No. 4, 1149–1200 (2020).
- mit A. Mathew: Hyperdescent and étale K-theory. Invent. Math. 225, No. 3, 981–1076 (2021).
- mit A. Mathew, M. Morrow: K-theory and topological cyclic homology of Henselian pairs. J. Am. Math. Soc. 34, No. 2, 411–473 (2021).
- mit P. Scholze: Condensed Mathematics and Complex Geometry